# Jeffrey Zients

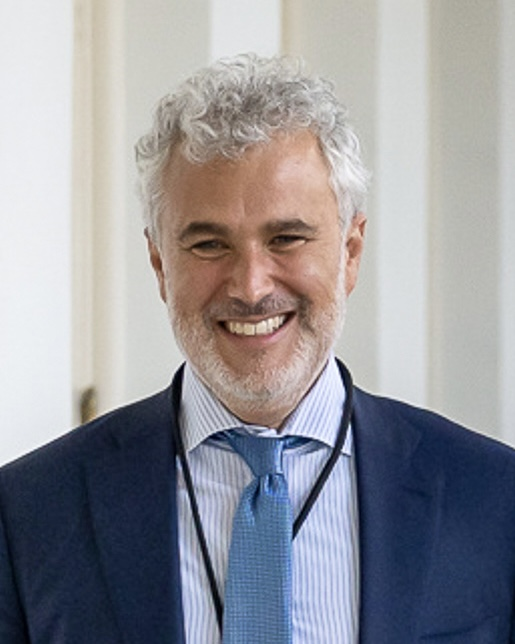
Jeffrey Zients (2022)

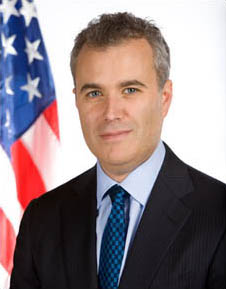
Jeffrey Zients (2010)

Jeffrey „Jeff“ Dunston Zients (* 12. November 1966 in Washington, D.C.) ist ein US-amerikanischer Wirtschaftsmanager, Unternehmer und Regierungsbeamter. Er amtierte in den Regierungen der US-Präsidenten Barack Obama und Joe Biden in mehreren leitenden Verwaltungsfunktionen, unter anderem 2010 sowie von 2012 bis 2013 als geschäftsführender Direktor des Office of Management and Budget. Zients war vom 8. Februar 2023 bis 20. Januar 2025 Stabschef des Weißen Hauses im Kabinett von US-Präsident Joe Biden.

## Ausbildung und Leben
Zients wuchs als Kind einer jüdischen Familie in Kensington, Maryland, in einem Vorort von Washington, D.C. auf. Von 1984 bis 1988 absolvierte er mit Auszeichnung ein Bachelor-Studium der Politikwissenschaft an der Duke University.

## Karriere in der Privatwirtschaft
Nach seinem Universitätsabschluss arbeitete Zients für die Unternehmensberatungen Mercer Management Consulting (heute Oliver Wyman) und Bain & Company. Im Anschluss war er von 1996 bis 1998 zunächst Chief Operating Officer und von 1998 bis 2001 Chief Executive Officer, von DGB Enterprises einer Holding-Gesellschaft für mehrere Beratungs- und Medienunternehmen, darunter Atlantic Media, die herausgebende Firma des Nachrichtenmagazins The Atlantic. Zwei der Beratungsfirmen – The Advisory Board Company (seit 2017 Teil von Optum) und CEB Inc. (seit 2017 Teil von Gartner Inc.) – brachte Zients gemeinsam mit seinem Geschäftspartner David G. Bradley erfolgreich an die Börse und wurde dadurch zum Multimillionär.
Danach gründete Zients seine eigene Investmentfirma Portfolio Logic und saß in dieser Funktion im Aufsichtsrat mehrerer Unternehmen, darunter bis 2009 in dem des Satellitenradioanbieters Sirius XM. 2005 war er gemeinsam mit Colin Powell Teil eines Konsortiums, um das Baseballteam Washington Nationals zu übernehmen, jedoch erhielt ein anderer Anbieter den Zuschlag.
Von 2017 bis Ende 2020 fungierte er als CEO für die Investmentfirma Cranemere. 2018 wurde er Teil des Verwaltungsrats von Facebook und leitete dort den Audit-Ausschuss, der unter anderem mit der Aufarbeitung des Cambridge-Analytica-Skandals beschäftigt war. 2020 verließ er diesen Posten wieder.

## Karriere im Öffentlichen Sektor

### Office of Management and Budget (2009–2014)
2009 ernannte Präsident Barack Obama ihn zum ersten Chief Performance Officer der Vereinigten Staaten, und er wurde vom Senat als stellvertretender Direktor des Office of Management and Budget (OMB) in der Bundesregierung der Vereinigten Staaten bestätigt. Nach dem Rücktritt von Peter R. Orszag als Direktor des OMBs im April 2010 führte Zients die Behörde kommissarisch bis zur Bestätigung von Jack Lew als dessen Nachfolger. Nachdem Lew neuer Stabschef des Weißen Hauses geworden war, amtierte Zients vom 27. Januar 2012 bis zum 24. April 2013 erneut als geschäftsführender Direktor des OMBs.
Während seiner Amtszeit im OMB hatte sich Zients den Ruf als effektiver Problemlöser und guter Manager erworben. Daher erhielt er im Oktober 2013 den Auftrag von Präsident Obama, die fehleranfällige Website healthcare.gov zum Laufen zu bringen. Bis Ende November konnte die zentrale Informations- und Registrierungsstelle für die US-Gesundheitsreform stabilisiert werden. Zients erklärte, zum 1. Januar 2014 aus persönlichen Gründen aus dem Dienst auszuscheiden.

### Vorsitzender des Nationalen Wirtschaftsrats (2014–2017)
Am 5. März 2014 trat er die Nachfolge von Gene Sperling als Direktor des Nationalen Wirtschaftsrates an. Diesen Posten hatte er bis zum Ende der Amtszeit von Präsident Obama im Januar 2017 inne; danach fiel er an Gary Cohn.

### Nationaler COVID-19-Koordinator (2021–2022)
Zients war Teil des Leitungsstabes im Übergangsteam von Joe Biden nach dessen Wahl zum US-Präsidenten im November 2020. Nach der Amtseinführung Bidens im Januar 2021 wurde Zients zum Koordinator der COVID-19-Maßnahmen ernannt. Zudem war er gemeinsam mit Steve Ricchetti Berater des Präsidenten. Im April 2022 verließ er die Biden-Regierung.

### Stabschef im Weißen Haus (2023–2025)
Anfang 2023 wurde bekannt, dass Zients ab Februar 2023 Nachfolger des freiwillig ausscheidenden Ron Klain als Stabschef des Weißen Hauses werden soll; seine Amtseinführung fand am 8. Februar 2023 statt. Seine Nachfolgerin in der zweiten Amtszeit von Donald Trump soll Susie Wiles werden.